# سیارک ۱۷۰۰
سیارک ۱۷۰۰ (به انگلیسی: 1700 Zvezdara، نامگذاری:1940QC) هزار و هفتصدمین سیارک کشف شده‌است که در ۲۶ اوت ۱۹۴۰ کشف شد.
قدر مطلق سیارک برابر ۱۲٫۴۷ است.